# Heinrich von Brunck

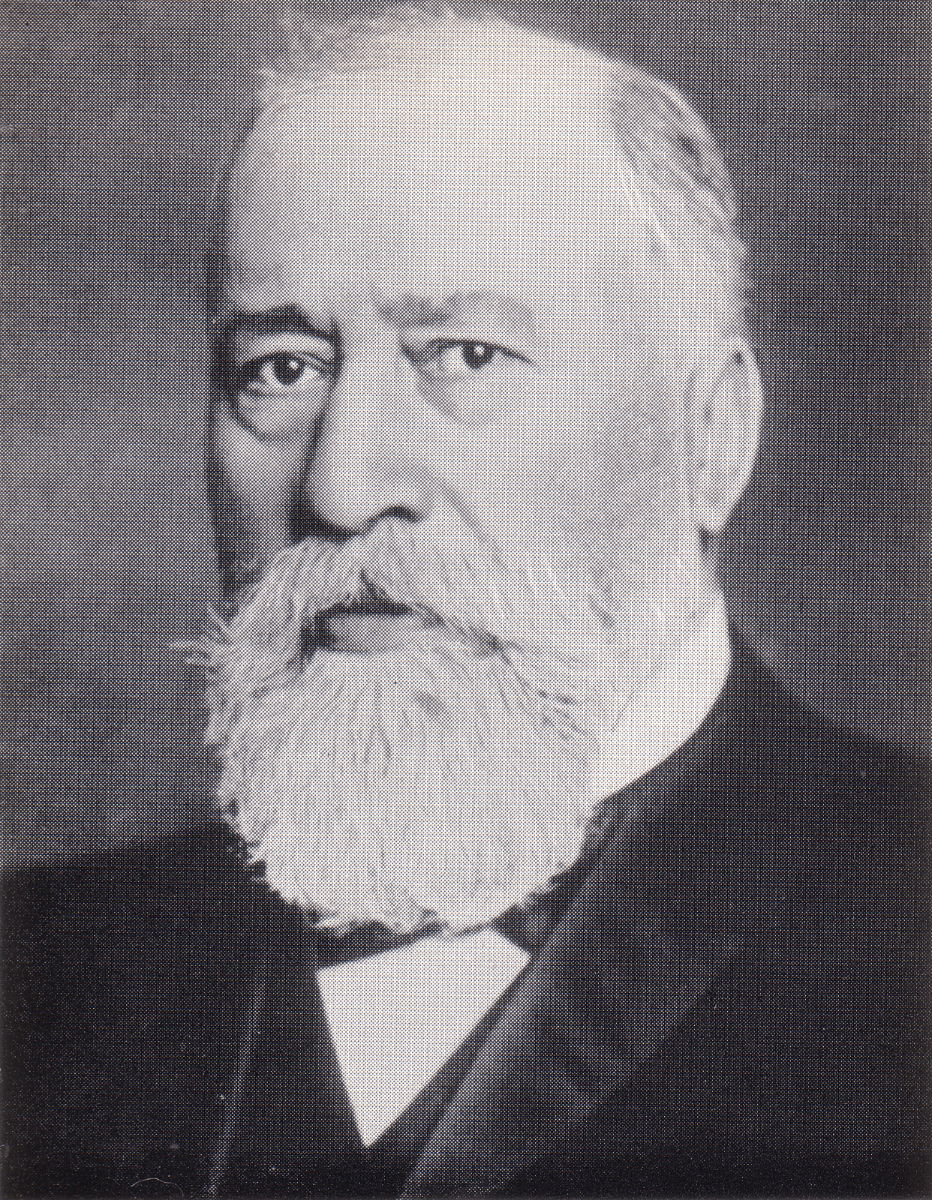
Heinrich von Brunck

Heinrich Brunck, seit 1905 Heinrich Ritter von Brunck (* 26. März 1847 in Winterborn; † 4. Dezember 1911 in Ludwigshafen am Rhein) war ein deutscher Chemiker.

## Leben
Brunck wurde 1847 als jüngster Sohn des Gutsbesitzers, Juristen und Landtagsabgeordneten Friedrich Karl Brunck und dessen Ehefrau Elisabeth, geb. Ritter, in Winterborn geboren. Nach dem Besuch der Volksschule studierte er ab 1860 an der Gewerbeschule Kaiserslautern und ab 1863 an der Fachschule für Chemie des Zürcher Polytechnikums. 1864/65 studierte er an der Universität Tübingen und wurde dort Mitglied des Corps Suevia. In Gent studierte er in den Jahren 1865 und 1866 bei Friedrich August Kekulé und kam dort in Verbindung mit Wilhelm Körner und Carl Leverkus. Bei Koerner und später bei Strecker und Städel in Tübingen schrieb Brunck seine 1867 vorgelegte Dissertation über substituierte Nitrophenole.
Auf Vermittlung von Carl Glaser erhielt Brunck bei de Haën in (Hannover-)List 1867 seine erste Anstellung als Industriechemiker. Im Jahr 1869 wechselte er zur noch recht kleinen Anilinfabrik in Ludwigshafen. Neben Friedrich Engelhorn, Heinrich Caro, Carl Clemm und Carl Glaser wurde Brunck dort bald zu einer der wichtigsten Persönlichkeiten der späteren BASF.
1871 heiratete er in Großkarlbach Emilie Barbara Wilhelmine Fitting, eine Tochter des dortigen Gutsbesitzers Christian Fitting und der Henriette, geb. Ritter.

## Tätigkeit bei der BASF
Brunck war bei der Anilinfabrik zunächst mit der Herstellung von reinem Benzol und Toluol (Trennung durch Destillation) betraut, ab 1870 auch mit der Herstellung von Chloral. Seine guten Französischkenntnisse ermöglichten schon zeitig Handelskontakte nach Frankreich. Im Jahr 1873 übernahm die BASF die Firma Heinrich Siegle, die in Stuttgart und Duisburg vornehmlich anorganische Pigmente herstellte. Brunck wurde nun in Duisburg eingesetzt, um die Herstellung von Rohanthracen zu organisieren. Das Verfahren war jedoch nicht sehr wirtschaftlich und wurde auch bald wieder eingestellt. Im Jahr 1875 ging Brunck nach England, um die dortige Teerproduktion zu studieren. Er konnte Kontakte aufbauen zu einer englischen Firma, die in Spanien Schwefelkies förderte, und so die Nutzung der Duisburger Werke zur Herstellung von Kupfer erweitern (Duisburger Kupferhütte AG).
1876 ging Brunck wieder nach Ludwigshafen, um die Produktion von Anthracen und Anthrachinon zu betreuen. Ferner übernahm Brunck die Leitung der Synthesegasproduktion.
Bis 1884 war er auch mit dem Ausbau der Alizarinfarbenproduktion bei der BASF betraut (gute Kontakte zu Carl Graebe). Brunck hatte den Wert der Alizarinfarbstoffe für die Wollfärbung schon zeitig erkannt. Am 1. Januar 1884 wurde Brunck neben Heinrich Caro, Carl Glaser und dem kaufmännischen Direktor Gustav Siegle zum Unternehmensleiter und Direktor der BASF ernannt. Brunck leitete neben der Alizarinproduktion auch die Bau- und Maschinenführung sowie die Wohlfahrtseinrichtungen des Werkes.
Mit seinem neuen Mitarbeiter René Bohn konnte Brunck die Palette der Alizarinfarben stark erweitern, so wurde ein gutes Verfahren zur Herstellung von Phthalsäure aus Naphthalin gefunden. Brunck konnte auch wirtschaftliche Syntheseverfahren für Benzaldehyd und Benzoesäure einführen.
Beim Aufbau der ersten Indigosyntheseanlage nach einer Syntheseroute von Adolf Baeyer unter Leitung von Heinrich Caro blieb Brunck anfangs bezüglich des wirtschaftlichen Erfolges sehr skeptisch. Die Investitionskosten waren hoch, die Qualität nicht ausreichend, die Ausbeute gering.
Tatsächlich wuchsen zunächst die Verluste aus der Indigosynthese von Jahr zu Jahr. Erst 1898 wurde eine sehr gute Syntheseroute für Indigo durch Heumann und Pfleger gefunden. Brunck hatte einen erheblichen Anteil an der erfolgreichen, großtechnischen Umsetzung der Indigoproduktion.
Unter der technischen Leitung von Brunck entwickelte Rudolf Knietsch ein Verfahren zur Verflüssigung von Chlor bei der BASF. Ferner entwickelte Knietsch das Kontaktverfahren zur Gewinnung von Schwefelsäure.
Brunck führte ab 1890 auch elektrochemische und elektrothermische Verfahren ein. Wichtig waren die Herstellung von Kalziumcarbid, Kalkstickstoff (Düngemittel) und Chlor (auf elektrolytischem Wege).
Auch die Oxidation von Luftstickstoff zu Salpetersäure lag im Fokus von Bruncks Arbeiten. Die Norweger Kristian Birkeland und Samuel Eyde hatten zur Herstellung von Salpetersäure aus Luftstickstoff einen elektrischen Flammenbogen mit Erfolg verwendet. Vorteile bot Norwegen auch wegen der Wasserkräfte, die man zur Stromerzeugung nutzen konnte.
Im Jahr 1901 wurde Brunck Vorstandsvorsitzender.
Ab 1908 erschien auch die Herstellung von Ammoniak aus Luftstickstoff möglich, erste Arbeiten wurden von Fritz Haber unternommen. Brunck beauftragte Carl Bosch, mit Fritz Haber eine technische Lösung zur Ammoniaksynthese – dem späteren Haber-Bosch-Verfahren – zu entwickeln.
Brunck selbst schied 1906 als Generaldirektor aus, hatte jedoch noch bis zu seinem Tod die Stellung des Vorsitzenden Aufsichtsrates inne.

## Schlossherr in Kirchheimbolanden

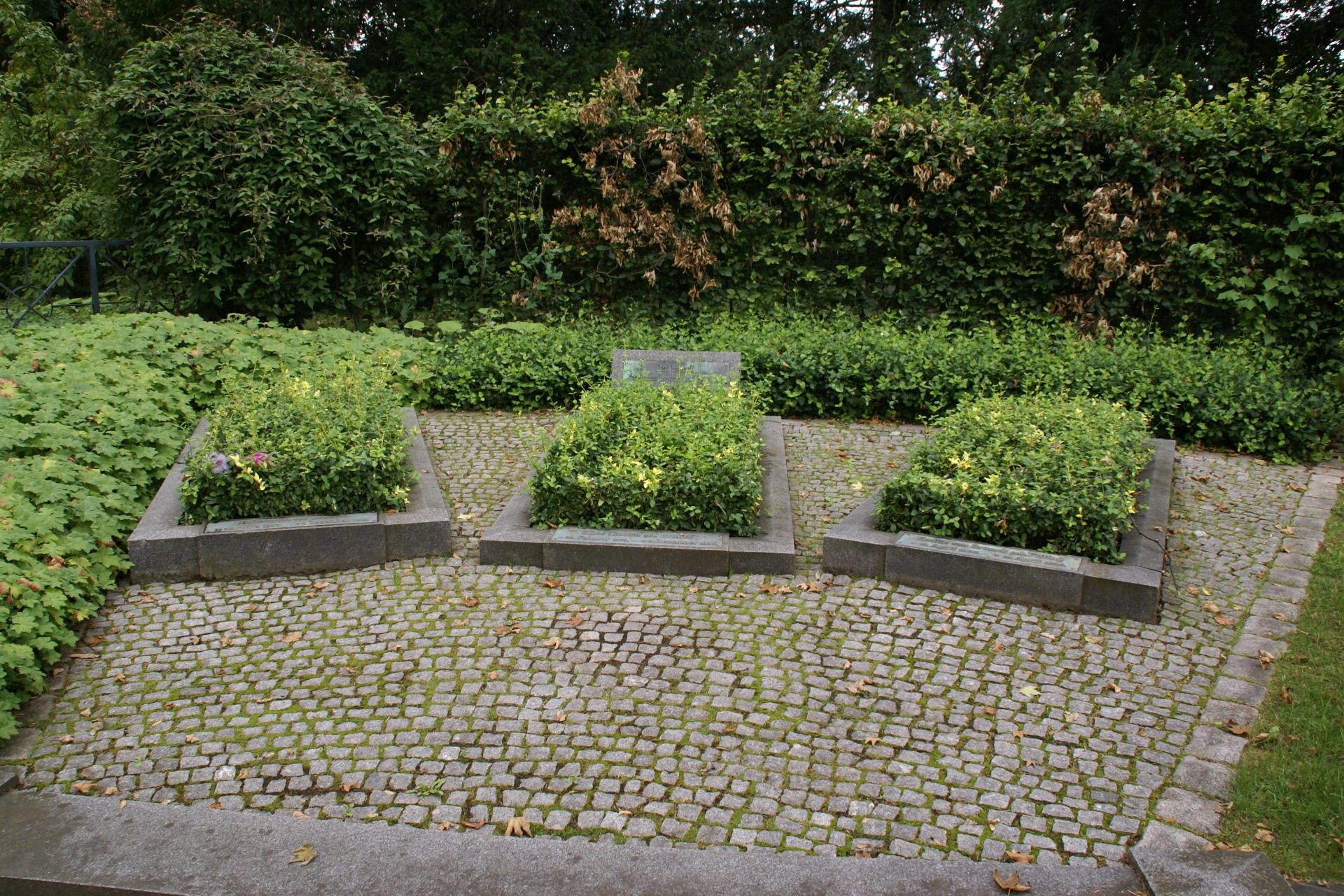
Grab von Heinrich von Brunck (links) im Schlossgarten in Kirchheimbolanden

Ab 1884 übernahm erst Bruncks älterer Bruder, Reichstagsabgeordneter und Ehrenbürgermeister Kirchheimbolandens, das Kirchheimbolander Schloss, bevor Heinrich Brunck ab 1889 alleiniger Eigentümer von Schloss und Schlossgarten nebst ehemaligem Ballhaus in Kirchheimbolanden wurde. Er ließ den als landwirtschaftliche Fläche genutzten ehemaligen Schlossgarten neu anlegen. Für die Gartenanlage beauftragte er die Gebrüder Siesmayer aus Frankfurt am Main. Das bekannteste Werk dieser Gartenbaufirma ist der Frankfurter Palmengarten, angelegt ab 1869. Die erlesenen Bäume wurden nachweislich von Baumschulen aus Schleswig-Holstein, Sachsen und Böhmen gekauft, bzw. von Brunck auf seinen diversen Reisen beschafft. Zum Schluss sollen es allein 64 verschiedene Baumgattungen gewesen sein, von denen sich bis Ende des 20. Jahrhunderts noch 50 verschiedene Gattungen in zahlreichen Arten erhalten haben. Der Garten gilt heute noch als einer der schönsten Englischen Landschaftsparks Südwestdeutschlands.

## Vater der betrieblichen Sozialfürsorge der BASF
Brunck gilt bis heute als Vater der betrieblichen Sozialfürsorge der BASF, so ließ er in Ludwigshafen ein ganzes Wohnviertel für seine Arbeiterschaft errichten. Im Jahr 1892 ließ er bei Dannenfels eine Lungenheilstätte errichten – seinerzeit die weltweit erste Heilanstalt dieser Art.
Er starb am 4. Dezember 1911 in Ludwigshafen und fand im Schlossgarten von Kirchheimbolanden seine letzte Ruhestätte. Sein Vermögen nebst Haus und Grundbesitz vermachte er einer Stiftung der BASF. Sein am Schlosspark liegendes Anwesen wurde später von der Stiftung abgerissen, um ein Erholungsheim für Mitarbeiter zu bauen. Dieser Bau kam aber nie zur Ausführung.
Die ersten Einzelhäuser für Arbeiterfamilien entstanden in Ludwigshafen am I., II. und III. Gartenweg, zwischen Leuschnerstraße im Westen und Rollesstraße im Osten. Der Einsatz Heinrichs von Bruncks für die Wohnbelange der Mitarbeitenden wurde von der BASF nach dem Ersten Weltkrieg fortgeführt. Am 25. Mai 1926 wurde durch die BASF Aktiengesellschaft die „Gemeinnützige Wohnungsbaugesellschaft für Werkangehörige“ (GEWOGE) gegründet, um Mitarbeitern preisgünstigen Wohnraum zu bieten und deren Verbundenheit mit dem Unternehmen zu stärken. So verfügte die BASF 1926 bereits über rund 2000 Wohnungen. Unmittelbar in Nähe der BASF entstand das erste Arbeiterviertel, das Brunckviertel.
1933 wurde die GESIEGE (Gemeinnützige Siedlungsgesellschaft) für die Unterstützung des Eigenheimbaus in Kleinsiedlungen gegründet. 1940 wurde die GESIEGE in die GEWOGE integriert. 1967 übernahm die neu gegründete LUWOGE den Bau von Mietwohnungen. 2015 wurde die LUWOGE in BASF Wohnen + Bauen umbenannt, sie ist tätig für zeitgemäße Wohnangebote und Modernisierungen des Bestandes.

## Ehrungen
1905 wurde Heinrich von Brunck in den Adelsstand erhoben und zwei Jahre später zum Geheimen Kommerzienrat ernannt.
Die Dr.-Heinrich-von-Brunck-Straße in Kirchheimbolanden, die Brunckstraße in der Maxdorfer BASF-Siedlung, die Von-Brunck-Straße in Winterborn sowie das Brunckviertel in Ludwigshafen sind nach ihm benannt. Die ebenfalls nach ihm benannte Dr.-Heinrich-von-Brunck-Gedächtnis-Stiftung ist heute Teil der BASF Sozialstiftung. Die Heinrich-v.-Brunck-Stiftung ist heute Teil des Fonds zur Förderung der Geisteswissenschaften der Bayerischen Akademie der Wissenschaften.
Heinrich von Brunck ist Ehrenbürger von Kirchheimbolanden.
In seinem Geburtsort Winterborn (Pfalz) in der Verbandsgemeinde Alsenz-Obermoschel wurde die Dr.-Heinrich-von-Brunck-Halle nach ihm benannt.